# Gonomyia (Leiponeura) nexosa
Gonomyia (Leiponeura) nexosa is een tweevleugelige uit de familie steltmuggen (Limoniidae). De soort komt voor in het Oriëntaals gebied.